# Ardiophyllum liberale
Ardiophyllum liberale är en mångfotingart som beskrevs av Carl Graf Attems 1928. Ardiophyllum liberale ingår i släktet Ardiophyllum och familjen Odontopygidae. Inga underarter finns listade i Catalogue of Life.